# Mickey pionnier
Pour plus de détails, voir Fiche technique et Distribution.
Mickey pionnier (Pioneer Days) est un dessin animé de Mickey Mouse produit par Walt Disney pour Columbia Pictures et sorti le 5 décembre 1930.

## Synopsis
Mickey et Minnie sont un couple de pionniers qui participent à un convoi pour conquérir l'ouest américain. Ils rencontrent des Indiens qui enlèvent Minnie.

## Fiche technique
- Titre original : Pioneer Days
- Titre français : Mickey pionnier
- Autres titres[1] :
  - Suède : Musse Pigg bland indianer
- Série : Mickey Mouse
- Réalisateur : Burt Gillett
- Animateur : David Hand
- Voix : Walt Disney (Mickey), Marcellite Garner (Minnie), Pinto Colvig (Pluto)
- Producteur : Walt Disney, John Sutherland
- Distributeur : Columbia Pictures
- Date de sortie : 5 décembre 1930[2]
- Format d'image : Noir et Blanc
- Son : Cinephone
- Musique : Bert Lewis
- Durée : 7 min
- Langue : (en)
- Pays :  États-Unis